# Garrawilla-Nationalpark
Der Garrawilla-Nationalpark ist ein Nationalpark im Zentrum des australischen Bundesstaates New South Wales. Er liegt bei Garrawilla auf der Nordseite des Oxley Highway auf halbem Wege zwischen Coonabarabran und Mullaley. Der Park wurde im Dezember 2005 geschaffen und bedeckt eine Fläche von 937 ha.